# Silverio Pisu
Silverio Pisu, né le 18 novembre 1937 à Rome et mort le 31 janvier 2004 à Milan, est un scénariste de bande dessinée italien.
Silverio Pisu a également joué dans quelques films durant son enfance, travaillé comme doubleur et connu une brève carrière de chanteur dans les années 1960. Il est le fils de l'acteur italien Mario Pisu.

## Œuvre

### Bande dessinée
- Akim, Aventures et Voyages, collection Mon journal

460. Échec au roi, scénario de Roberto Renzi, Scott Goodall, Silverio Pisu et Cammarota, dessins de Joe Colquhoun, Nadir Quinto et Augusto Pedrazza, 1978
461. La grande offensive, scénario de Roberto Renzi, Scott Goodall, Silverio Pisu et Cammarota, dessins de Joe Colquhoun, Nadir Quinto et Augusto Pedrazza, 1978
462. La Révolte des Putras, scénario de Roberto Renzi, Scott Goodall, Silverio Pisu et Cammarota, dessins de Joe Colquhoun, Nadir Quinto et Augusto Pedrazza, 1978
466. La Fontaine de feu, scénario de Roberto Renzi, Scott Goodall, Silverio Pisu et Cammarota, dessins de Joe Colquhoun, Nadir Quinto et Augusto Pedrazza, 1979
467. La Vallée des orchidées noires, scénario de Roberto Renzi, Scott Goodall et Silverio Pisu, dessins de Joe Colquhoun, Nadir Quinto et Augusto Pedrazza, 1979
468. Le Parfum de la mort, scénario de Roberto Renzi, Scott Goodall et Silverio Pisu, dessins de Joe Colquhoun, Nadir Quinto et Augusto Pedrazza, 1979
469. Le Plan diabolique de Peter Fux, scénario de Roberto Renzi, Scott Goodall, Silverio Pisu et Cammarota, dessins de Joe Colquhoun, Nadir Quinto et Augusto Pedrazza, 1979
470. Le Seigneur de la jungle, scénario de Roberto Renzi, Scott Goodall, Silverio Pisu et Cammarota, dessins de Joe Colquhoun, Nadir Quinto et Augusto Pedrazza, 1979
472. Le Faucon, scénario de Roberto Renzi, Scott Goodall, Silverio Pisu et Cammarota, dessins de Joe Colquhoun, Nadir Quinto et Augusto Pedrazza, 1979
474. Le Retour du Faucon, scénario de Roberto Renzi, Scott Goodall, Silverio Pisu et Cammarota, dessins de Joe Colquhoun, Nadir Quinto et Augusto Pedrazza, 1979
476. Akim va en ville, scénario de Roberto Renzi, Scott Goodall, Silverio Pisu et Cammarota, dessins de Joe Colquhoun, Nadir Quinto et Augusto Pedrazza, 1979
478. Le Jour des dragons, scénario de Roberto Renzi, Silverio Pisu et Cammarota, dessins de Joe Colquhoun, Nadir Quinto et Augusto Pedrazza, 1979
- Antarès, Aventures et Voyages, collection Mon journal

106. Le Monstre vert, scénario de Juan Escandell et Silverio Pisu, dessins de Juan Escandell, Juan Escandell et Alberto Castiglioni, 1987
107. Les Pierres de lumière, scénario de Juan Escandell et Silverio Pisu, dessins de Juan Escandell, Juan Escandell et Alberto Castiglioni, 1987
108. L'ultime bataille, scénario de Juan Escandell et Silverio Pisu, dessins de Juan Escandell, Juan Escandell et Alberto Castiglioni, 1987
- La Bête, scénario de Silverio Pisu, dessins de Milo Manara, Albin Michel, collection L'Écho des savanes, 1999  (ISBN 2-226-10744-4)
- Brik, Aventures et Voyages, collection Mon journal

210. Au Pays des vampires, scénario de Silverio Pisu, Carlos Albiac et Víctor Mora, dessins d'Alberto Castiglioni et Kurt Caesar, 1985
211. La Cage aux tigres, scénario de Silverio Pisu, Carlos Albiac et Víctor Mora, dessins d'Alberto Castiglioni, Ángel Alberto Fernández et Kurt Caesar, 1985
212. L'Invention du siècle, scénario de Silverio Pisu, Carlos Albiac et Víctor Mora, dessins d'Alberto Castiglioni, Ángel Alberto Fernández et Kurt Caesar, 1986
213. Le Fantôme de Zoraïda, scénario de Silverio Pisu, Carlos Albiac et Víctor Mora, dessins d'Alberto Castiglioni, Ángel Alberto Fernández et Kurt Caesar, 1986
215. Chez les Incas, scénario de Silverio Pisu, Carlos Albiac et Paul Bérato, dessins d'Alberto Castiglioni, Ángel Alberto Fernández et Tito Marchioro, 1986
217. Le Galion du Maharadjah, scénario de Silverio Pisu et Paul Bérato, dessins d'Alberto Castiglioni et Tito Marchioro, 1987
- Pirates, Aventures et Voyages, collection Mon journal

95. Les Fruits du bonheur fou, scénario de Silverio Pisu, Giovanni Borraccino, Esteban Maroto et Mario Sbattella, dessins de Rafael Boluda, Alberto Esteban Maroto, Alberto Castiglioni et Mario Sbattella, 1983
98. Pour deux verres de rhum, scénario de Silverio Pisu, Giovanni Borraccino et Esteban Maroto, dessins de Rafael Boluda, Esteban Maroto et Alberto Castiglioni, 1983
100. Ruse de pêcheurs, scénario de Silverio Pisu, Giovanni Borraccino et Miguel Cussó, dessins de Rafael Boluda, Alberto Castiglioni, Jordi Bernet et Michel-Paul Giroud, 1984
103. Corsaire de la Reine, scénario de Silverio Pisu et Miguel Cussó, dessins d'Alberto Castiglioni et Jordi Bernet, 1984
- Le Singe, scénario de Silverio Pisu, dessins de Milo Manara, Dargaud, collection B.D. Roman, 1980  (ISBN 2-205-01684-9)

### Filmographie
- Sant'Elena, piccola isola, 1943
- Acque di primavera, 1942
- La morte civile, 1942
- Sissignora, 1942
- Turbine, 1941
- Mamma, 1941